# Irwin Daayán Rosenthal
Irwin Daayán Rosenthal Sarlí (Ciudad de México, 9 de noviembre de 1978) es un actor de doblaje y director de doblaje, conocido por ser la voz de Seiya Kou en Sailor Moon Stars y Sailor Moon Cosmos, también Yūgi Mutō y su contraparte Yami Yūgi en el anime Yu-Gi-Oh!, Anakin Skywalker adulto en la saga de Star Wars, Samsagaz Gamyi en la saga de El Señor de los Anillos, G.I.R. en Invasor Zim, Sheen Estevez en Las aventuras de Jimmy Neutrón, el niño genio, la segunda voz de Doraemon y Suneo Honekawa en Doraemon. Además que dobló a varios personajes como Benkei Hanawa en Beyblade y Metal Fusion; Koga en Inuyasha; Otaru Namiya en Saber Marionette; Kensuke Aida en Neon Genesis Evangelion; Seiya Kou en Sailor Moon Sailor Stars; Kimimaro Kaguya, Hayate Gekko y el Zorro de Nueve Colas en Naruto y Naruto Shippūden; Seiya de Pegaso en la Saga de Hades (versión de TV) de los Caballeros del Zodiaco; y Minos de Griffon en The Lost Canvas

## Biografía
Nació en la Ciudad de México el 9 de noviembre de 1978), y es miembro de la Asociación Nacional de Actores de México. Su primera participación como actor de doblaje fue con el largometraje estadounidense de El Imperio del Sol de 1987, interpetando a Christian Bale, película basada en la novela del mismo nombre de J.G. Ballard, dirigida por Steven Spielberg y protagonizada por John Malkovich.

## Filmografía

### Series de Animación
- Alex Browning - Destino Final.
- Og - Mike, Lu y Og.
- Bebé Bugs Bunny y Bebé Pato Lucas - Los Pequeños Looney Tunes.
- Anakin Skywalker - Star Wars Episode II - Attack of the Clones.
- Anakin Skywalker - Star Wars Episode III - Revenge of the Sith.
- Anakin Skywalker - Star Wars: Clone Wars.
- Cole Evans - Power Rangers Wild Force.
- Kenny McCormick en South Park (temporadas 1 - 2).
- Gir - Invasor Zim.
- Ron Howard - Los Simpson (temporada 11)
- Proffesor Z. - Black Hole High (TV).
- Sheen - The Adventures of Jimmy Neutron Boy Genius (TV)
- West Rosen - Heroes (serie de TV)
- Gary - Final Space
- Chunk - Frankie y los Zhu Zhu Pets
- Rex Salazar - Generator Rex
- Fred Jones - Scooby-Doo (Desde 2015)
- Manzana - Manzana y Cebollin
- Mascota Tortuga - The Amazing World of Gumball

### Animes
- One Piece -  Trafalagar Law.
- Promare - Remi Puguna.
- Ranma ½ (TV) - Pantimedias Taro; Yazukishi (ep 81)
- Record of Ragnarok (TV) - Poseidón.
- Rokka: Braves of the Six Flowers (TV) - Adlet Mayer.
- Soul Hunter - Pu Shang
- Saber Marionette J (TV) - Otaru Mamiya.
- Saga of Tanya the Evil (TV) - Severin Bientot (2.ª voz).
- Sailor Moon: Cosmos (TV) - Seiya Kou (Transformación).
- Sailor Moon: Sailor Stars (TV) - Ittou Asanuma (ep 173); y Seiya Kou.
- Sailor Moon: SuperS (TV) - Kobayashi (ep 132); Toshiyuki Nishino (ep 151); y Yamagishi (ep 145).
- Sailor Moon: SuperS - Peruru.
- Saint Seiya: The Hades Chapter - Elysion (OAV) - Seiya de Pegaso.
- Saint Seiya: The Hades Chapter - Inferno (OAV) - Ikki (eps 20-21).
- Saint Seiya: The Hades Chapter - Sanctuary (OAV) - Zeros de Frog (Versión TV); y Seiya de Pegaso (Versión TV).
- Saint Seiya: The Lost Canvas - Hades Mythology (OAV) - Minos de Griffon.
- Samurai Champloo - Mugen.
- Yu-Gi-Oh! Duelo de Monstruos - Yugi Mūto, Yami Yugi